# Marzano Appio
Marzano Appio là một đô thị ở tỉnh Caserta trong vùng Campania của Ý, có vị trí cách khoảng 50 km về phía tây bắc của Napoli và khoảng 35 km về phía tây bắc của Caserta. Tại thời điểm ngày 31 tháng 12 năm 2004, đô thị này có dân số 3.013 người và diện tích là 28,2 km².
Marzano Appio giáp các đô thị: Caianello, Conca della Campania, Presenzano, Roccamonfina, Tora e Piccilli, Vairano Patenora.